# HD 180262
Désignations
HD 180262 est une étoile double de la constellation de l'Aigle. La paire a une séparation angulaire de 89,823".